# Lietuvos Lyga 1992-1993
L'edizione 1992-1993 della Lietuvos Lyga fu la terza del massimo campionato lituano; vide la vittoria finale dello Ekranas Panevėžys, giunto al suo 1º titolo.
Capocannoniere del torneo fu Vaidotas Šlekys (Ekranas Panevėžys), con 16 reti.

## Formula
Le squadre rimasero 14: al posto delle retrocesse Vienybė Ukmergė e Tauras Šiauliai, furono promossi Geležinis vilkas Vilnius e Minija Kretinga.
La formula fu modificata rispetto alla precedente stagione: le 14 squadre si incontrarono nella prima fase in turni di sola andata, per un totale di 13 incontri per squadra. Le prime 8 disputarono la poule scudetto, le ultime 6 quella retrocessione.
In entrambi i gironi della seconda fase le squadre incontrarono le altre rivali in turni di andata e ritorno: ogni squadra della poule scudetto disputò così 27 incontri, mentre quelle della poule retrocessione ne disputarono 23.
Le squadre classificate agli ultimi due posti retrocessero.

## Prima fase

### Classifica finale
| Pos. | Squadra                  | Pt | G  | V  | N | P  | GF | GS | DR  |
| ---- | ------------------------ | -- | -- | -- | - | -- | -- | -- | --- |
| 1.   | Ekranas                  | 22 | 13 | 10 | 2 | 1  | 27 | 3  | +24 |
| 2.   | Žalgiris                 | 22 | 13 | 10 | 2 | 1  | 32 | 6  | +26 |
| 3.   | Panerys Vilnius          | 21 | 13 | 10 | 1 | 2  | 34 | 14 | +20 |
| 4.   | Sirijus Klaipėda         | 18 | 13 | 7  | 4 | 2  | 20 | 7  | +13 |
| 5.   | Banga Kaunas             | 17 | 13 | 7  | 3 | 3  | 24 | 9  | +15 |
| 6.   | ROMAR Mažeikiai          | 14 | 13 | 6  | 2 | 5  | 13 | 13 | +0  |
| 7.   | Aras Klaipėda            | 13 | 13 | 4  | 5 | 4  | 16 | 13 | -3  |
| 8.   | Geležinis Vilkas Vilnius | 12 | 13 | 3  | 6 | 4  | 12 | 17 | -5  |
| 9.   | Inkaras Kaunas           | 11 | 13 | 4  | 3 | 6  | 16 | 20 | -4  |
| 10.  | Lietuvos Makabi Vilnius  | 9  | 13 | 3  | 3 | 7  | 15 | 20 | -5  |
| 11.  | Snaigė Alytus            | 8  | 13 | 3  | 2 | 8  | 8  | 27 | -19 |
| 12.  | Sakalas Šiauliai         | 6  | 13 | 2  | 2 | 9  | 8  | 23 | -15 |
| 13.  | Elektronas Tauragė       | 6  | 13 | 2  | 2 | 9  | 6  | 26 | -20 |
| 14.  | Minija Kretinga          | 3  | 13 | 1  | 1 | 11 | 5  | 38 | -33 |

### Verdetti
- Ekranas, Žalgiris Vilnius, Panerys Vilnius, Sirijus Klaipėda, Banga Kaunas, ROMAR Mažeikiai, Aras Klaipėda e Geležinis Vilkas Vilnius qualificate alla poule scudetto
- Inkaras Kaunas, Lietuvos Makabi Vilnius, Snaigė Alytus, Sakalas Šiauliai, Elektronas Tauragė e Minija Kretinga ammessi alla poule retrocessione.

## Seconda fase

### Poule scudetto
|                     | Pos. | Squadra                  | Pt | G  | V  | N | P  | GF | GS | DR  |
| ------------------- | ---- | ------------------------ | -- | -- | -- | - | -- | -- | -- | --- |
| Lituania (bandiera) | 1.   | Ekranas                  | 46 | 27 | 20 | 6 | 1  | 50 | 8  | +42 |
|                     | 2.   | Žalgiris                 | 43 | 27 | 18 | 7 | 2  | 54 | 13 | +41 |
|                     | 3.   | Panerys Vilnius          | 36 | 27 | 16 | 4 | 7  | 53 | 29 | +24 |
|                     | 4.   | Sirijus Klaipėda         | 31 | 27 | 11 | 9 | 7  | 36 | 29 | +7  |
|                     | 5.   | Banga Kaunas             | 27 | 27 | 11 | 5 | 11 | 36 | 29 | +7  |
|                     | 6.   | ROMAR Mažeikiai          | 26 | 27 | 11 | 4 | 12 | 27 | 27 | +0  |
|                     | 7.   | Aras Klaipėda            | 24 | 27 | 8  | 8 | 11 | 26 | 33 | +7  |
|                     | 8.   | Geležinis Vilkas Vilnius | 18 | 27 | 5  | 8 | 14 | 25 | 43 | -18 |

### Poule retrocessione
|  | Pos. | Squadra                | Pt | G  | V | N | P  | GF | GS | DR  |
|  | ---- | ---------------------- | -- | -- | - | - | -- | -- | -- | --- |
|  | 9.   | Inkaras Kaunas         | 22 | 23 | 8 | 6 | 9  | 28 | 28 | +0  |
|  | 10.  | Sakalas Šiauliai       | 21 | 23 | 9 | 3 | 11 | 23 | 30 | -7  |
|  | 11.  | ALK Neris Vilnius      | 19 | 23 | 7 | 5 | 11 | 27 | 31 | -4  |
|  | 12.  | Tauras-Karšuva Tauragė | 18 | 23 | 6 | 6 | 11 | 14 | 33 | -19 |
|  | 13.  | Snaigė Alytus          | 15 | 23 | 6 | 3 | 14 | 14 | 36 | -22 |
|  | 14.  | Minija Kretinga        | 8  | 23 | 2 | 4 | 17 | 12 | 56 | -44 |

### Verdetti
- Ekranas Panevėžys Campione di Lituania 1992-93.
- Snaigė Alytus e Minija Kretinga retrocesse I lyga.